# Bialynitchy
Bialynitchy (en biélorusse : Бялынічы ; en łacinka : Białyničy) ou Belynitchi (en russe : Белыничи ; en polonais : Białynicze) est une commune urbaine de la voblast de Moguilev, en Biélorussie, et le centre administratif du raïon de Bialynitchy. Sa population s'élevait à 10 035 habitants en 2017.

## Géographie
Bialynitchy se trouve à 42 km à l'ouest de Moguilev, à 73 km au sud-ouest d'Orcha et à 142 km à l'est de Minsk.

## Histoire

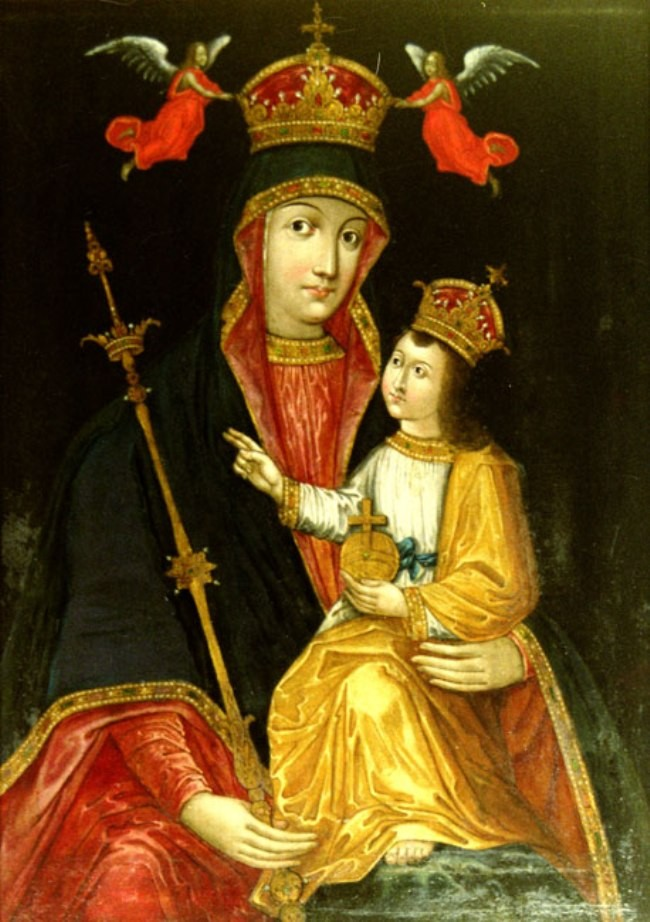
L'icône Notre-Dame de
Bialynitchy (XVII).

Bialynitchy est connue depuis le milieu du XVIe siècle et faisait alors partie du grand-duché de Lituanie. Un monastère carmélite y fut construit au début du XVIIe siècle et la localité devint alors un centre religieux important de l'est de la Biélorussie. Bialynitchy reçut son autonomie urbaine — droit de Magdebourg — le 4 octobre 1634, mais la perdit par la suite. Elle fut occupée par l'armée russe de 1654 à 1667 pendant la guerre de Treize Ans, mais retourna à la république des Deux Nations à la suite du traité d'Androussovo (1667).
Bialynitchy passa sous la souveraineté de l'Empire russe en 1772, à l'occasion de la première partition de la Pologne. Un grand incendie détruisit la quasi-totalité des immeubles, y compris l'église en 1859. En 1876, le monastère catholique fut converti en monastère orthodoxe. Bialynitchy comptait à cette époque trois églises orthodoxes. Son économie reposait sur l'agriculture, la filature artisanale du lin et du chanvre et de petites industries (distillerie, briqueterie, moulin).
Le pouvoir soviétique s'y établit en novembre 1917. Le 17 juillet 1924, fut établi le raïon de Bialynitchy dans la république socialiste soviétique de Biélorussie. La même année furent créées plusieurs fermes collectives (Novaïa Sokolovka, Tchyrvony bor, Arata). Une centrale électrique fut mise en service en 1928 et un journal local, Krasnye Kollektivist, commença à paraître en 1931. Le village de Bialynitchy accéda au statut de commune urbaine le 27 septembre 1938.
Pendant la Seconde Guerre mondiale, Bialynitchy fut occupée par l'Allemagne nazie du 6 juillet 1941 au 29 juin 1944. En 1941, plusieurs centaines de juifs de la ville et des environs furent enfermés dans un ghetto puis massacrés sur place dans le cadre de la Shoah par balles. Pendant l'occupation un groupe de partisans fut actif à Bialynitchy, qui subit de sévères destructions de la part des troupes allemandes. Bialynitchy fut finalement libérée par le deuxième front biélorusse de l'Armée rouge. Après la guerre, Bialynitchy fut reconstruite.
Elle reçut ses armoiries et son drapeau en 2002.

## Patrimoine
Bialynitchy est connue pour l'icône Notre-Dame de Bialynitchy, vénérée à la fois par les orthodoxes, les catholiques et les catholiques grecs de Biélorussie.

## Population
Recensements (*) ou estimations de la population :
| 1785 | 1823 | 1827  | 1846 | 1880 | 1897* |
| ---- | ---- | ----- | ---- | ---- | ----- |
| 831  | 556  | 1 085 | 940  | 859  | 2 215 |

| 1926* | 1959* | 1970* | 1979* | 1989*  | 1999*  |
| ----- | ----- | ----- | ----- | ------ | ------ |
| 2 425 | 4 427 | 4 929 | 8 073 | 10 625 | 10 200 |

| 2009*  | 2013   | 2014   | 2015   | 2016   | 2017   |
| ------ | ------ | ------ | ------ | ------ | ------ |
| 10 688 | 10 598 | 10 430 | 10 316 | 10 220 | 10 035 |